# ثالثه شمالی
ثالثه شمالی یا آیوتا خرس بزرگ یک ستاره است که در صورت فلکی خرس بزرگ قرار دارد.
نام کامل‌تر این ستاره قفزةالثالثه شمالی (سومین جهش آهو، سوی شمال) است.